# 秋間将汰
秋間 将汰（あきま しょうた、2006年3月22日 - ）は、日本の子役である。テアトルアカデミー所属。

## 出演

### テレビドラマ
- 一休さん2（2013年5月5日、フジテレビ） - 小太郎 役[1]
- 母。わが子へ（2013年3月31日、毎日放送） - 門間拓海（幼少）役
- 潜入探偵トカゲ 第6話（2013年5月23日、TBS） - 佐々木和哉 役
- 確証〜警視庁捜査3課 第8話（2013年6月3日、TBS）
- 緊急取調室（2014年1月9日 - 3月13日・2015年9月27日、テレビ朝日） - 真壁則行 役
- 死神くん 第4話（2014年4月25日、テレビ朝日） - 村山信也 役
- ママとパパが生きる理由 （2014年11月20日 - 12月18日、TBS）

### 吹き替え
- ピーターラビットのだいぼうけん（2014年） - ベンジャミン・バニー 役[2]